# Roger Taylor (Schlagzeuger, 1960)

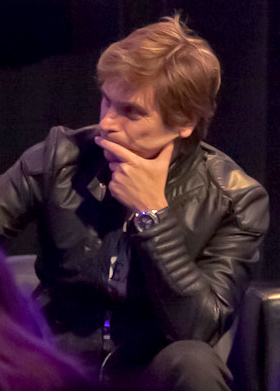
Roger Taylor, 2011

Roger Andrew Taylor (* 26. April 1960 in Birmingham, England) ist ein britischer Schlagzeuger der Popgruppe Duran Duran.

## Biografie
Taylor trat 1979 bei Duran Duran ein und machte die ganze Erfolgsgeschichte der Band mit. Im Jahr 1984 arbeitete er mit seinen Band-Kollegen Simon Le Bon und Nick Rhodes am Album So Red the Rose für das Nebenprojekt Arcadia. Zum „Live Aid“-Benefizkonzert in Philadelphia am 13. Juli 1985 kam er zum vorläufig letzten Mal mit der Band auf die Bühne. Im Oktober 1985 kündigte Taylor seinen Ausstieg bei Duran Duran und den Rückzug ins Privatleben an, um sich für fast fünfzehn Jahre nur noch seiner Familie zu widmen.
Nach einem gescheiterten Versuch, mit einem eigenen Projekt wieder in den Musikmarkt einzusteigen, kehrte Taylor im Jahr 2001 zu Duran Duran zurück.
Taylor war von 1984 bis 2006 mit der Italienerin Giovanna Cantone verheiratet, aus der Ehe stammen drei gemeinsame Kinder. Im Mai 2007 heiratete er die Peruanerin Gisella Bernales, mit der er einen Sohn hat.